# Santa Cristina (Pisa)
Santa Cristina je katolický kostel v Pise. Stojí na Lungarno Gambacorti.
Existence kostela je potvrzena již v 9. století, ale apsida byla postavena až v 10. až 11. století. Roku 1115 byla budova zničena záplavami a přestavěna o tři roky později.
Současná podoba stavby pochází z roku 1816; architektem byl Francesco Riccetti, který byl také odpovědný za zbudování zvonice.
Interiér je jednolodní s neoklasicistní výzdobou. Uchovává malbu Madona s dítětem (14. století), plátna od Passignana a kopii Ukřižování (13. století) od Enrica di Tedice.

## Galerie

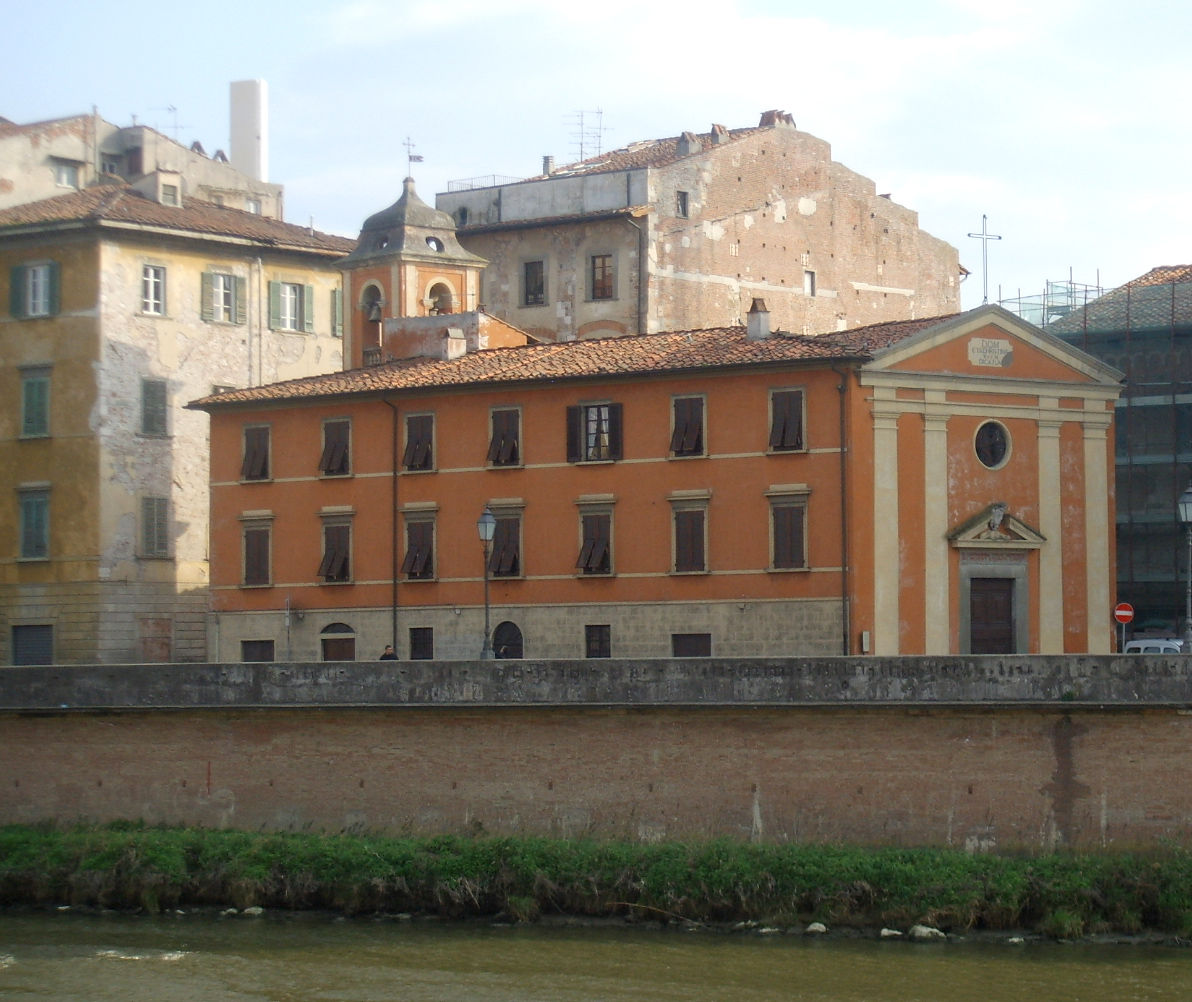
Pohled přes řeku
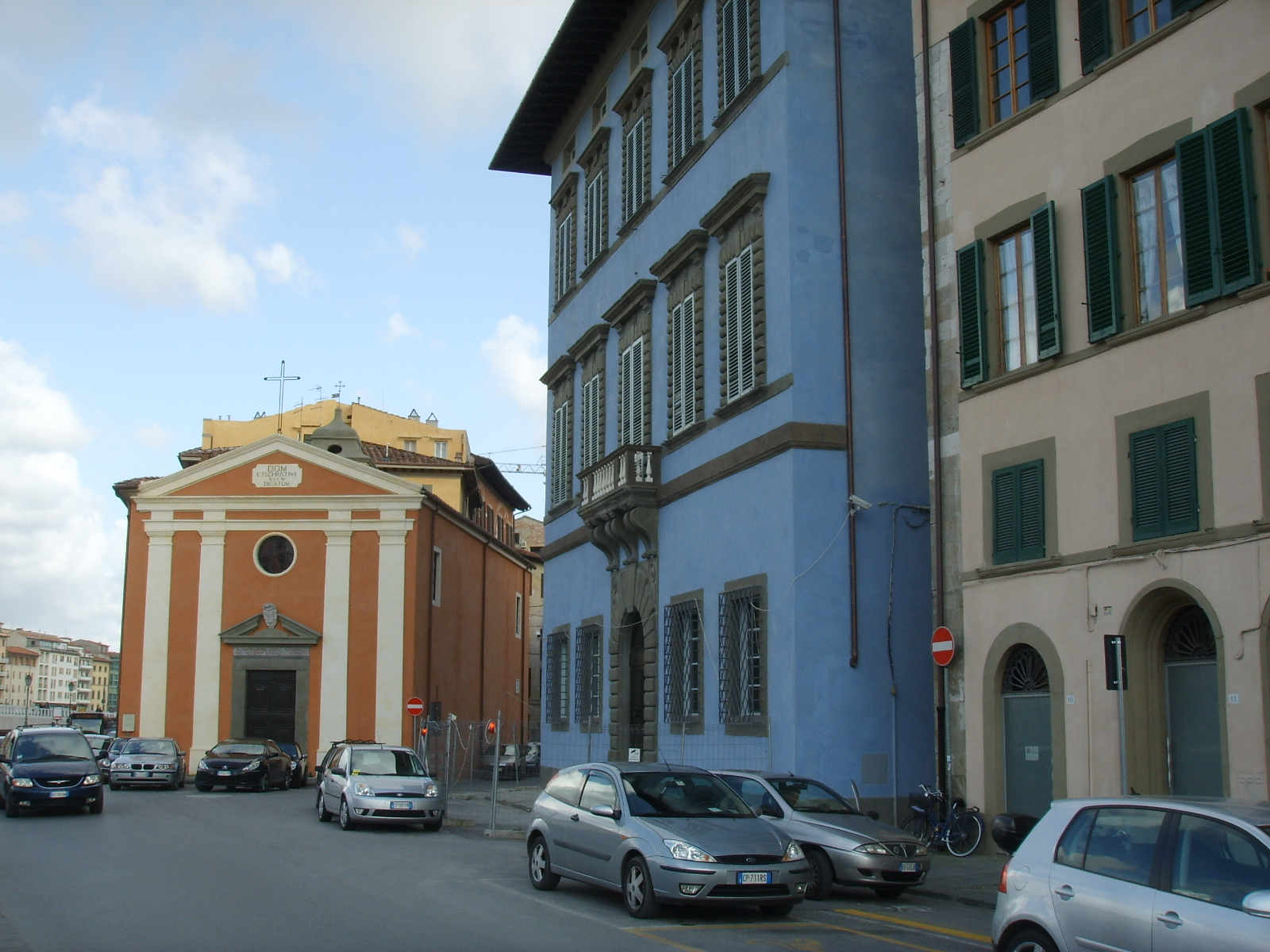
Kostel Santa Cristina
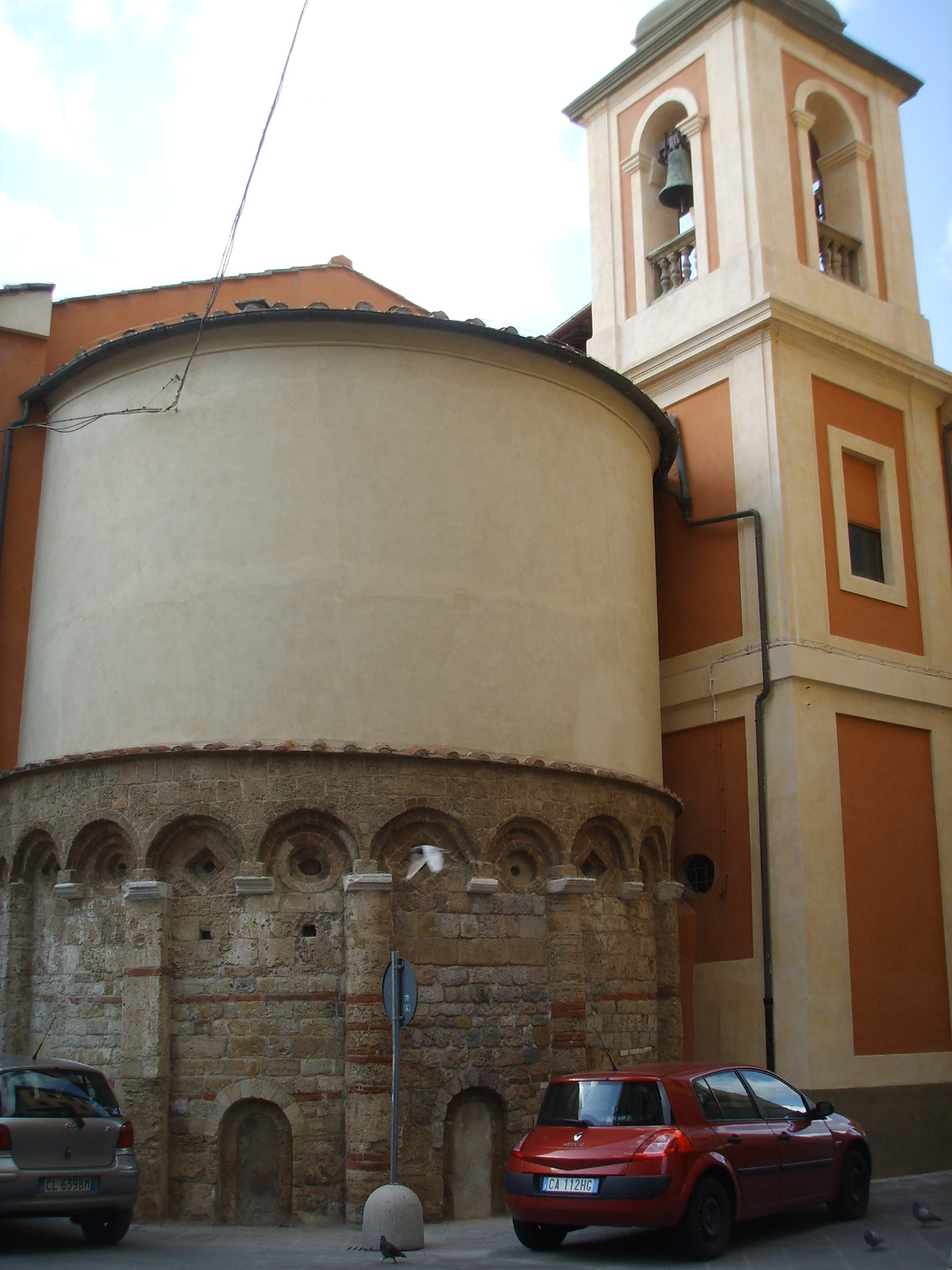
Zvonice